# Mount Marvel
Mount Marvel är ett berg i Antarktis. Det ligger i Östantarktis. Australien gör anspråk på området. Toppen på Mount Marvel är 1 540 meter över havet, eller 425 meter över den omgivande terrängen. Bredden vid basen är 4,8 km.
Terrängen runt Mount Marvel är kuperad österut, men västerut är den platt. Trakten är obefolkad. Det finns inga samhällen i närheten.